# Dérive (empennage)
Vous lisez un « bon article » labellisé en 2022.
Pour les articles homonymes, voir Dérive.
Pour des articles plus généraux, voir Empennage et Configuration générale d'un avion.
La dérive est, en aéronautique, une surface verticale qui assure la stabilité de route (sur l'axe de lacet) et le contrôle directionnel des avions, et des aéronefs volant selon les mêmes principes aérodynamiques qu'un avion : planeurs, missiles de croisière, drones ou encore navettes spatiales. Les hélicoptères ont aussi une dérive, dont le rôle se limite à la stabilité.
La dérive se compose presque toujours d'une partie fixe et d'une partie mobile, la gouverne. Son dimensionnement est imposé par des règles aérodynamiques. Il n'est pas rare de doter un avion de deux dérives, qui peuvent alors assurer les mêmes fonctions de stabilité et de contrôle tout en ayant des dimensions plus petites. La position de la dérive par rapport à l'avion est aussi mise à profit pour en faire un support d'antenne ou même un panneau publicitaire.

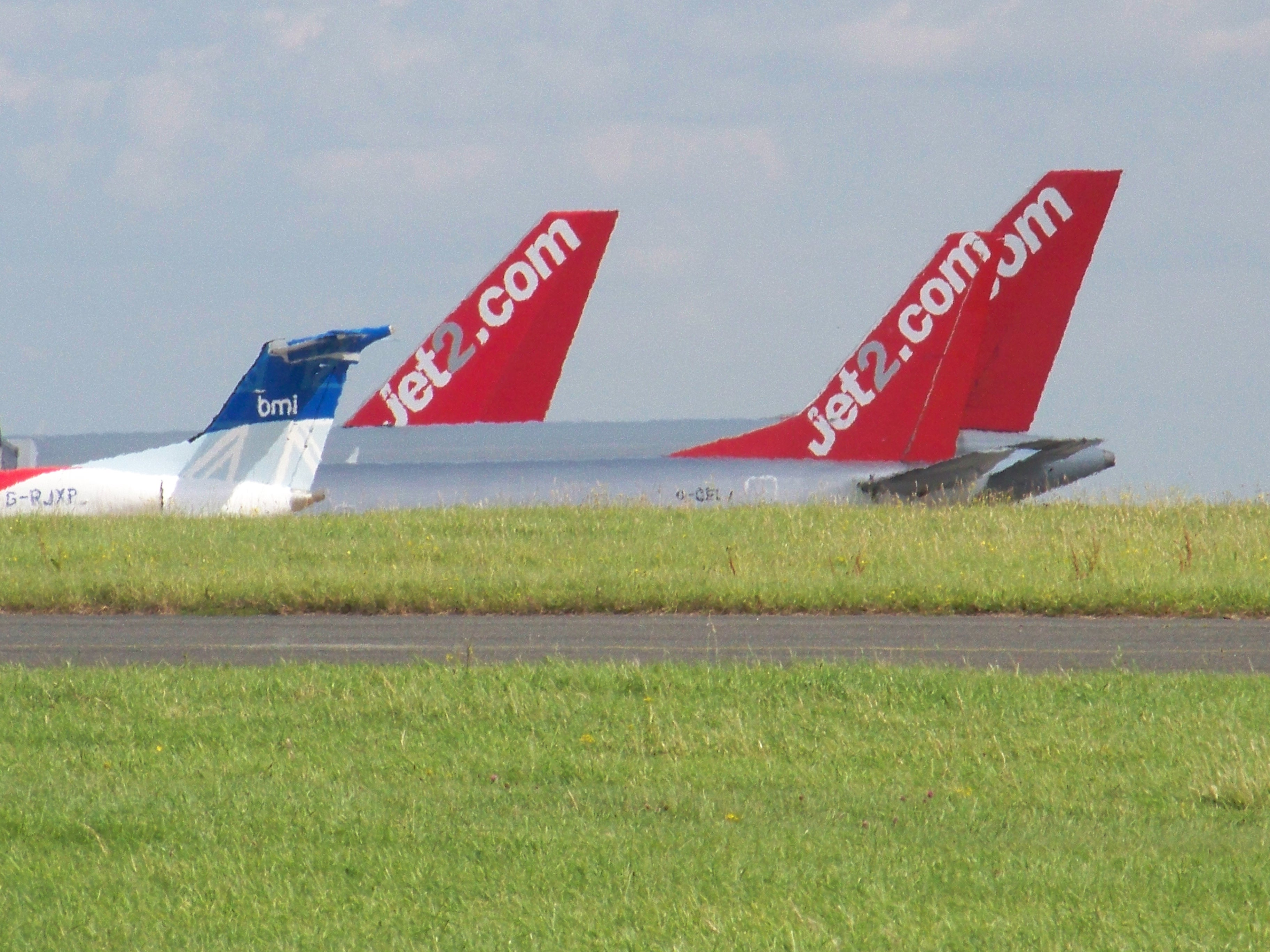
Dérives d'avions de ligne.

## Historique

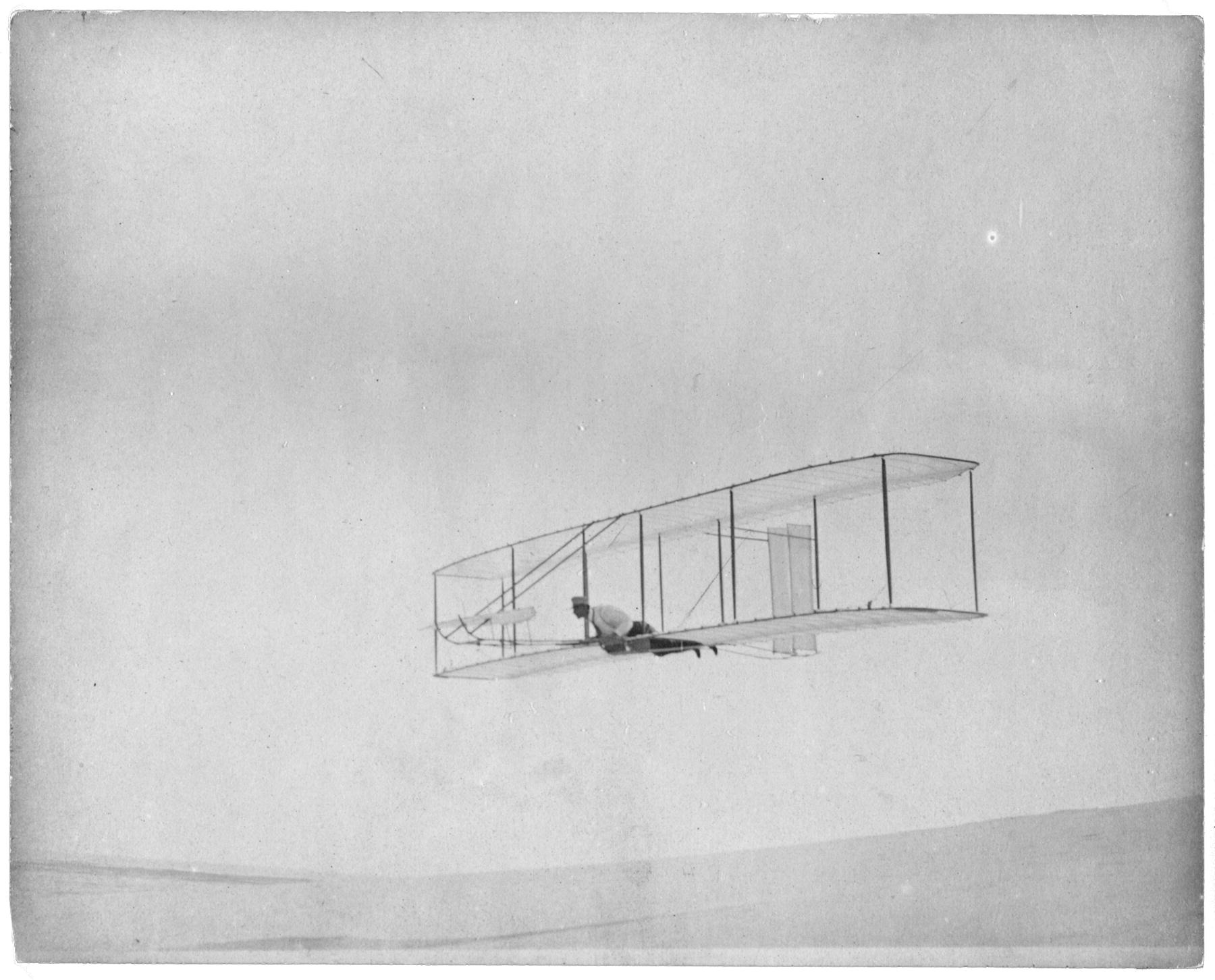
Planeur Wright de 1902.

Eilmer de Malmesbury, à propos de sa tentative peu fructueuse de vol plané vers 1015, écrivait qu'il lui avait manqué d'avoir aux pieds des ailettes qui auraient pu le stabiliser, à la manière des plumes montées à l'arrière d'une flèche. La stabilité du vol, surtout en lacet était la difficulté la plus pénalisante pour les pionniers comme Otto Lilienthal et Clément Ader. Les frères Wright ont décidé d'abord d'améliorer la stabilité, en construisant des planeurs, puis d'ajouter un moteur. Ils ont introduit une dérive verticale (double) sur leur planeur de 1902, qui n'existait pas sur les versions précédentes. Dans les premiers essais, elle semble plutôt aggraver les problèmes, mais après avoir compris qu'il fallait la coordonner avec la commande de roulis, ils parviennent à rendre leur planeur pilotable sur tous les axes. Elle est reprise, presque à l'identique, sur leur avion motorisé Flyer qui vole fin 1903.

## Rôle de stabilisation

L'avion est en dérapage, la dérive crée un moment qui la ramène dans l'axe.

Le rôle essentiel de la dérive est de stabiliser l'avion en lacet : lorsque l'avion a une attaque oblique (sa vitesse n'est pas parfaitement dans son axe de symétrie, il « dérape »), la dérive crée une force qui le ramène en position symétrique. Cet effet est illustré ci-contre : les lignes verticales représentent le flux relatif de l'air, la flèche rouge représente la portance créée par la dérive. Le profil de la dérive verticale est symétrique : elle ne doit pas créer de portance dans une direction ou l'autre lorsque l'angle de dérapage est nul.
L'efficacité de la dérive est exprimée par un coefficient adimensionnel, le coefficient de volume de la dérive :
{\displaystyle V_{v}={\frac {S_{v}l_{v}}{Sb}}}
Où :
- {\displaystyle S_{v}} est la surface de la dérive
- {\displaystyle l_{v}} est son bras de levier : la distance entre le centre de la dérive et le centre de gravité de l'avion
- {\displaystyle S} est la surface alaire
- {\displaystyle b} est l'envergure de l'appareil

La valeur {\displaystyle V_{v}} se situe entre 0,06 et 0,08 pour la plupart des avions et est légèrement plus élevée pour un avion de ligne que pour un chasseur. Une valeur trop faible donne un avion instable, sujet au roulis hollandais. Une conséquence de cette expression est que lorsqu'une version d'un avion avec un fuselage raccourci est développée, il faut souvent agrandir la dérive : {\displaystyle l_{v}} diminue, ce qu'il faut compenser en augmentant {\displaystyle S_{v}}. C'est ainsi que le Boeing 747SP et l'Airbus A318 ont des dérives agrandies par rapport aux avions dont ils sont dérivés.
Comme les ailes, la dérive est sujette au phénomène de décrochage : avec un angle trop important par rapport au flux d'air, c'est-à-dire un avion en situation de fort dérapage, elle devient inopérante : des vortex se forment et annulent sa portance. Ce phénomène est retardé par l'utilisation d'une « épine dorsale » qui prolonge vers l'avant la base de la dérive, à la manière de l'extension du bord d'attaque utilisée sur les ailes de nombreux avions.

## Rôle dans le pilotage en lacet

Comportement de la dérive lors d'un mouvement de rotation de l'avion sur son axe vertical.

La dérive possède une ou plusieurs parties mobiles, appelées gouvernes, qui permettent le contrôle en lacet de l'avion. Contrairement à ce que son nom ou le terme de gouvernail de direction d'un bateau pourraient laisser croire, la gouverne de direction ne permet pas à l'avion de changer de direction. Il lui faut s'incliner à l'aide des ailerons, la gouverne de direction étant alors utilisée pour éviter le dérapage. De rares avions possèdent une dérive monobloc. C'est alors la totalité de la dérive qui pivote pour jouer le rôle de gouverne. C'est le cas, par exemple, du Lockheed SR-71 Blackbird.
Le couple de lacet exercé par la gouverne s'écrit :
{\displaystyle N_{lacet}=l_{v}\times F}.
Où 
- {\displaystyle F} est la force latérale crée par la gouverne,

soit :
{\displaystyle F={\bar {q}}S_{v}C_{lv}}
Le terme {\displaystyle {\bar {q}}} est la pression dynamique, grandeur aérodynamique qui est quadratique de la vitesse {\displaystyle V} de l'avion :
{\displaystyle {\bar {q}}={\tfrac {1}{2}}\,\rho \,V^{2}}
{\displaystyle C_{lv}} est un coefficient de portance de l'ensemble dérive-gouverne, qui dépend notamment de l'angle de braquage de la gouverne.
Il faut noter que la force exercée par la gouverne est quadratique de la vitesse de l'avion. C'est pour cela qu'un avion qui doit être pilotable à basse vitesse — parce qu'on veut l'utiliser sur des pistes courtes, ou parce que sa mission l'exige (avions d'attaque au sol, avion bombardier d'eau) — doit être doté d'une gouverne très grande. Cela vaut aussi pour les autres commandes. L'efficacité à basse vitesse de la gouverne est améliorée quand elle est « soufflée » par le flux d'air accéléré par l'hélice.
De façon générale, la gouverne d'un avion est dimensionnée pour le « pire cas possible », c'est-à-dire la panne d'un moteur juste après le décollage (alors que la vitesse est encore faible). La gouverne doit être capable, à la vitesse de décollage, d'exercer un couple suffisant pour compenser l'asymétrie liée à l’arrêt inopiné d'un moteur. Un autre cas ayant un impact sur le dimensionnement est celui d'un atterrissage par fort vent latéral.
L'effort créé par la gouverne, sur un avion conventionnel, est exercé bien au-dessus du centre de gravité de l'appareil. Pour cette raison, en plus d'un couple de lacet, la gouverne crée aussi un couple de roulis, qui doit être compensé par l'action des ailerons. Réciproquement, l'action des ailerons, qui vise à créer un couple en roulis, induit une asymétrie de traînée et donc un couple de lacet. La gouverne est toujours utilisée de concert avec les ailerons.
La gouverne comporte elle-même une surface mobile plus petite : le compensateur de lacet. Le compensateur est typiquement commandé par une roue crantée. Orienté d'un côté, il crée un effort aérodynamique pour « pousser » la gouverne en sens inverse. Cela permet de réduire l'effort demandé au pilote en évitant de devoir appuyer constamment le palonnier du même côté, par exemple par vent latéral ou en cas de panne d'un moteur sur un avion multimoteur. Sur un monomoteur, le compensateur sert aussi à équilibrer le couple de lacet créé par l'hélice.

## Fonctions auxiliaires

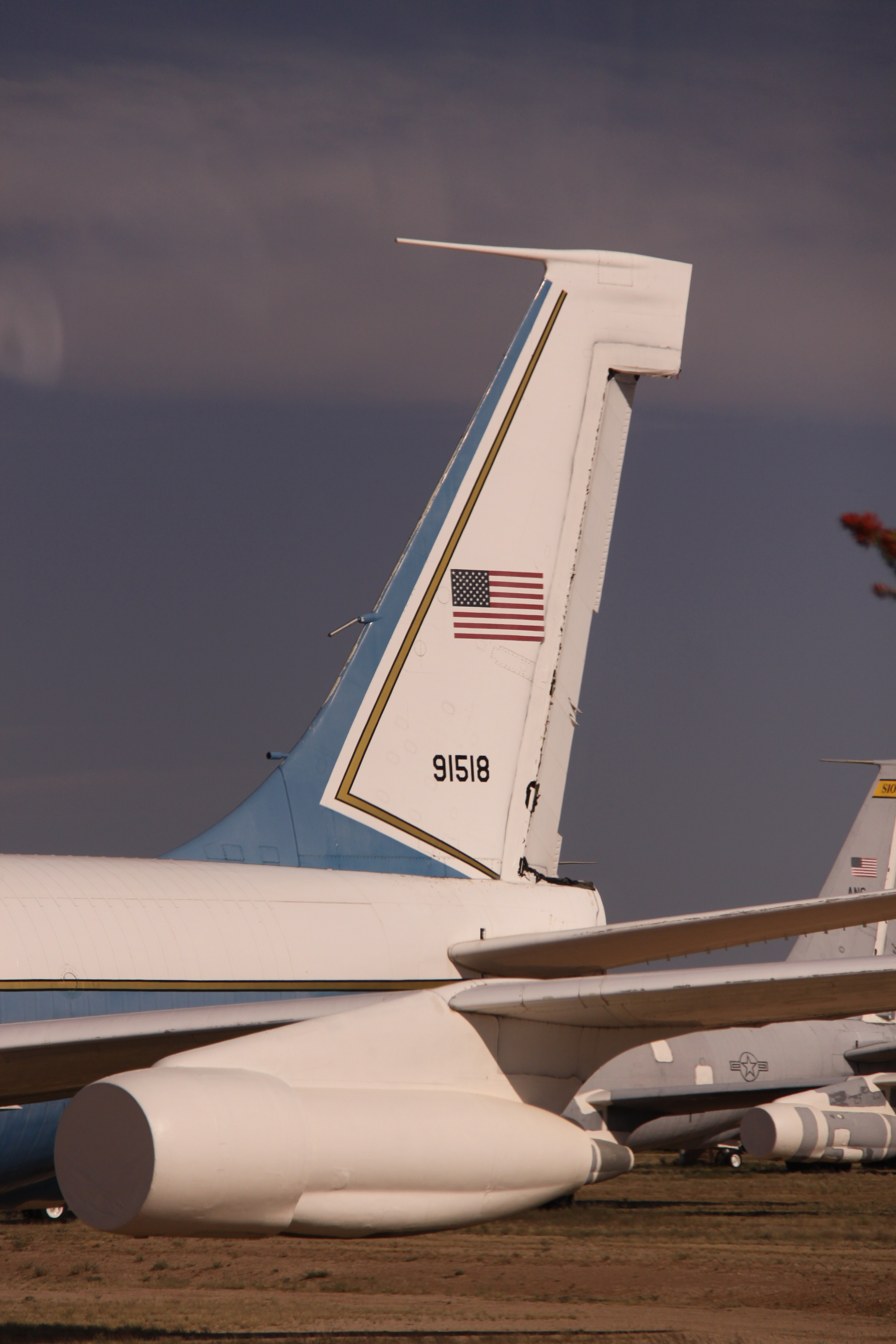
Au sommet de la queue de ce Boeing 707, une antenne HF.

Si la présence de la dérive est une nécessité aérodynamique, elle peut être mise à profit pour d'autres utilisations. Elle peut porter le stabilisateur horizontal, dans le cas d'un empennage en T ou cruciforme. Cette solution est très courante sur les avions d'affaires à moteur arrière et on la retrouve parfois sur des avions beaucoup plus massifs (Lockheed C-5 Galaxy, Handley Page Victor, Vickers VC10). La dérive doit alors être capable d'absorber un flottement important.
Un tube de Pitot, instrument servant à mesurer la vitesse de l'avion par rapport à l'air qui l'environne, est souvent placé sur la dérive, où il rencontre un flux d'air peu perturbé par le reste de l'avion. C'est le cas sur le Boeing 737. Le sommet de la dérive est aussi un bon endroit pour placer certains types d'antennes : cet emplacement réduit leur zone d'ombre créée par l'avion lui-même.
Sur les avions pourvus d'une antenne long-fil, dispositif devenu rare sauf sur les avions légers, celle-ci est généralement tendue entre la dérive et le dessus du fuselage. La dérive peut aussi contenir un réservoir de carburant. C'est le cas par exemple sur le Super VC10 de Vickers.
Étant la partie la plus visible de l'avion lorsqu'il est au sol, la dérive d'un avion de ligne porte presque toujours le logo de la compagnie aérienne qui l'exploite. Quelquefois, le plan horizontal possède des spots lumineux, qui éclairent la dérive au sol, pour qu'un avion stationné de nuit puisse servir de panneau publicitaire pour la compagnie.

## Construction
Sur les avions de ligne par exemple, la construction de la dérive est similaire à celle des ailes : des longerons en alliage d'aluminium assurent sa rigidité, des nervures sont placées perpendiculairement aux longerons et soutiennent une peau en aluminium ou en composite. Quelques avions possèdent une dérive dotée d'une articulation, capable de se rabattre sur le côté pour stationner l'avion dans un hanger limité en hauteur. C'est le cas par exemple du North American A-5 Vigilante, un avion de reconnaissance supersonique de l'US Navy, dont la hauteur était limitée par les hangars des porte-avions.

## Intérêt des dérives multiples
Certains avions possèdent deux, ou même trois dérives. Plusieurs raisons peuvent motiver un tel choix de conception.

### Contraintes d'encombrement

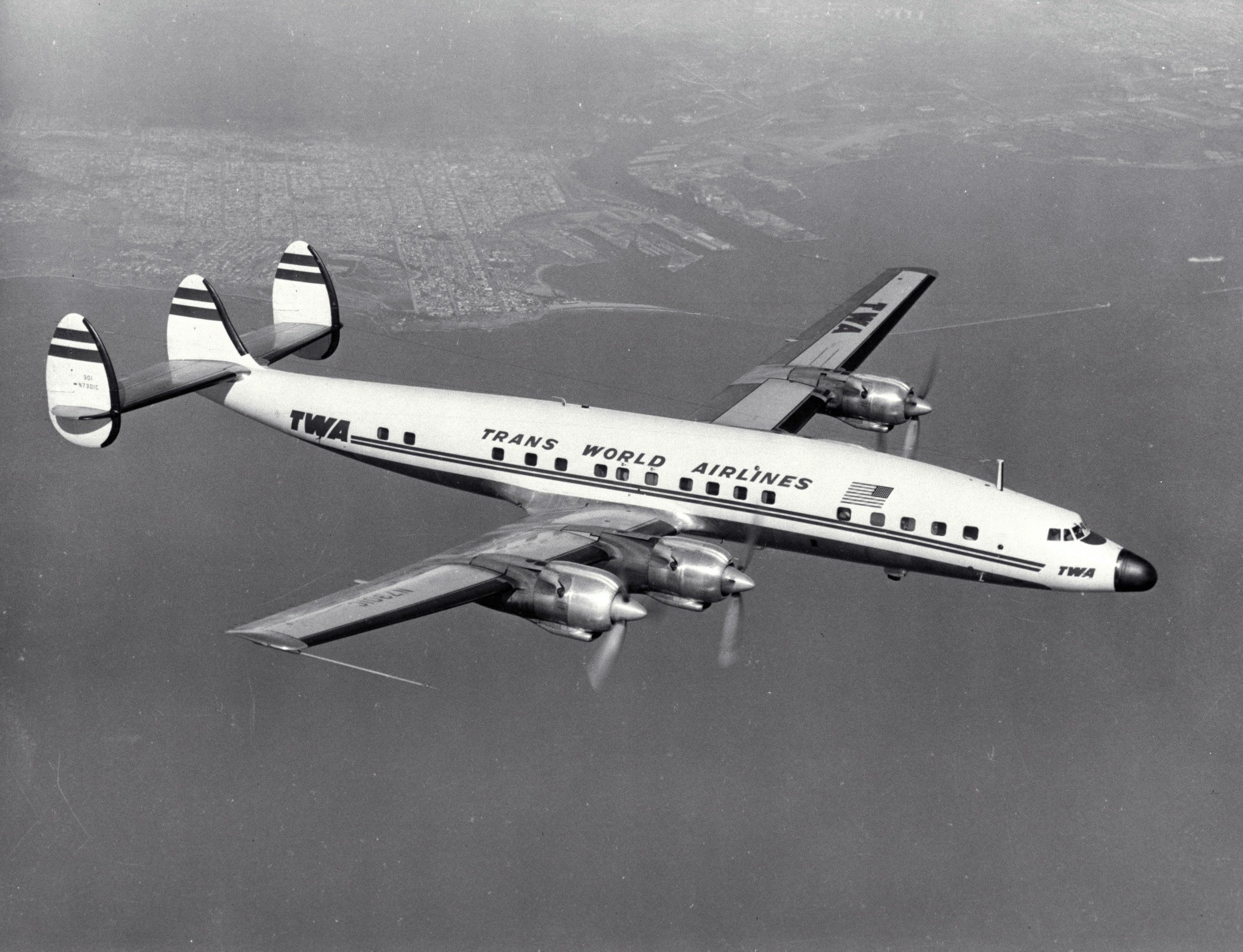
Un Lockheed Constellation en vol.

Avec plusieurs dérives, leurs valeurs {\displaystyle V_{v}} s'ajoutent. Cela permet de réaliser des dérives plus petites. Sur certains appareils, le choix de dérives multiples était motivé par la réduction de la hauteur de l'avion, afin de pouvoir le stationner dans des hangars existants. C'est pour cette raison que le Lockheed Constellation, avion très grand pour son époque, a reçu pas moins de trois dérives. Cette contrainte est particulièrement importante pour les avions destinés à l'aéronautique navale, dont la hauteur est limitée par les hangars situés sous le pont des porte-avions. Le Grumman F-14 Tomcat par exemple a ainsi reçu une double dérive.

### Contraintes de furtivité
Nombre d'avions furtifs possèdent des doubles dérives, généralement obliques : c'est le cas du Lockheed Martin F-117 Nighthawk, du Lockheed Martin F-22 Raptor, du Soukhoï Su-57 ou encore du Chengdu J-20. En effet, la dérive verticale d'un avion contribue de façon assez importante à sa surface équivalente radar (SER), car les dièdres à angle droit renvoient les ondes radio vers l'émetteur. La présence de deux dérives obliques et de plus petite taille aide à réduire la SER.

### Contraintes aérodynamiques
Certains avions ont vu la conception de leur dérive affectée par des considérations aérodynamiques spécifiques. À titre d'exemple, l'Antonov An-225 a été conçu pour transporter sur son dos la navette Bourane et d'autres charges. Ainsi, l'avion ne pouvait être stabilisé par une dérive classique (unique et placée dans son plan de symétrie) : elle aurait été située dans la masse d'air perturbée par la charge dorsale. L'An-225 a donc reçu un empennage « en H » : deux dérives aux extrémités de son stabilisateur horizontal.
Dans le même ordre d'idées, voir ci-dessous l'image du transport de la navette spatiale de la NASA, un Boeing 747 modifié pour transporter la navette spatiale, qui a reçu deux petites dérives supplémentaires aux extrémités du plan horizontal, et celle du Miassichtchev VM-T, bombardier russe modifié pour le transport de charges externes. De même, les quatre dérives du Grumman E-2 Hawkeye permettent de limiter leur hauteur afin qu'elles ne soient pas dans le sillage du radôme.

Contraintes liées à la charge
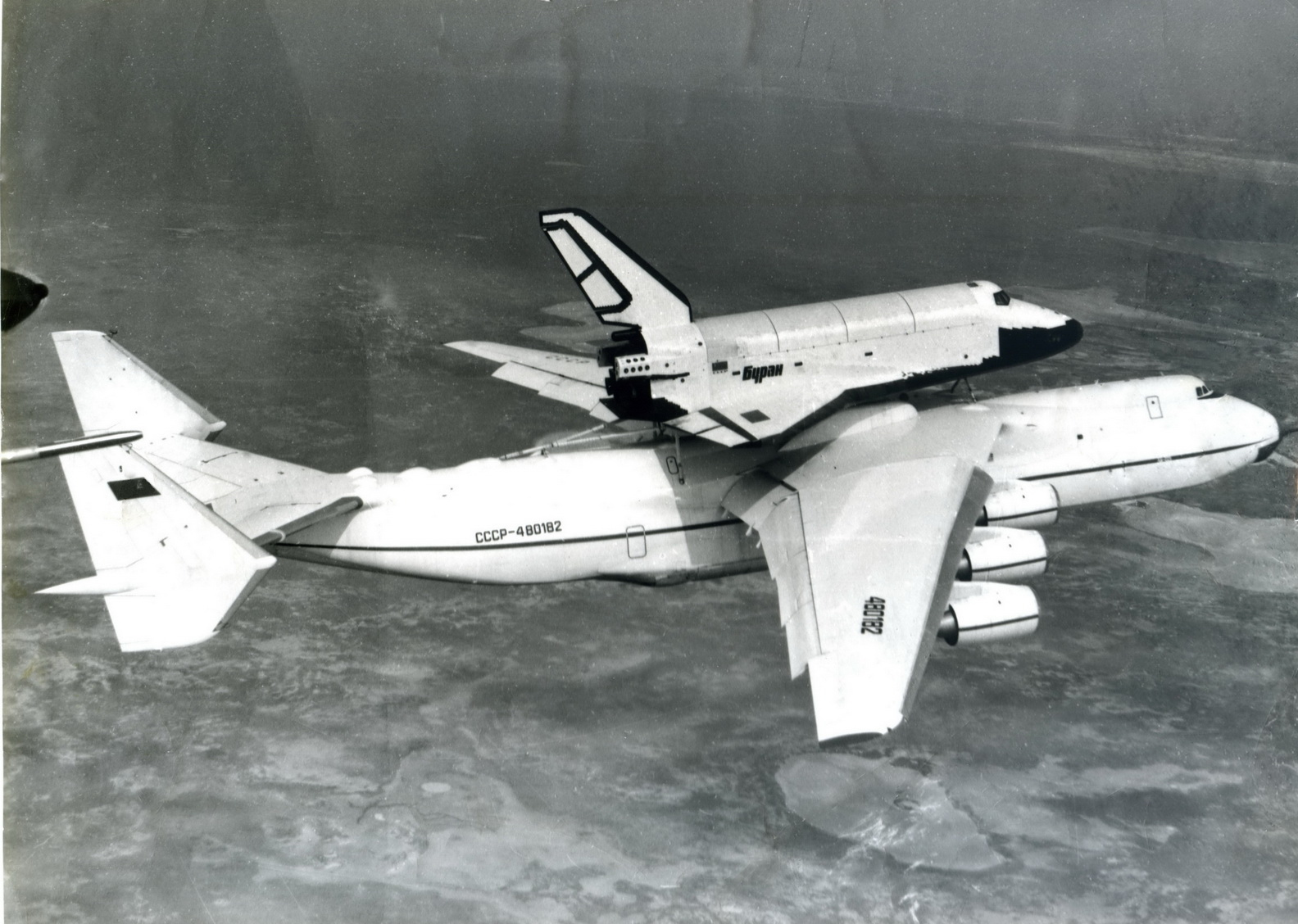
L'Antonov 225 portant la navette Bourane.
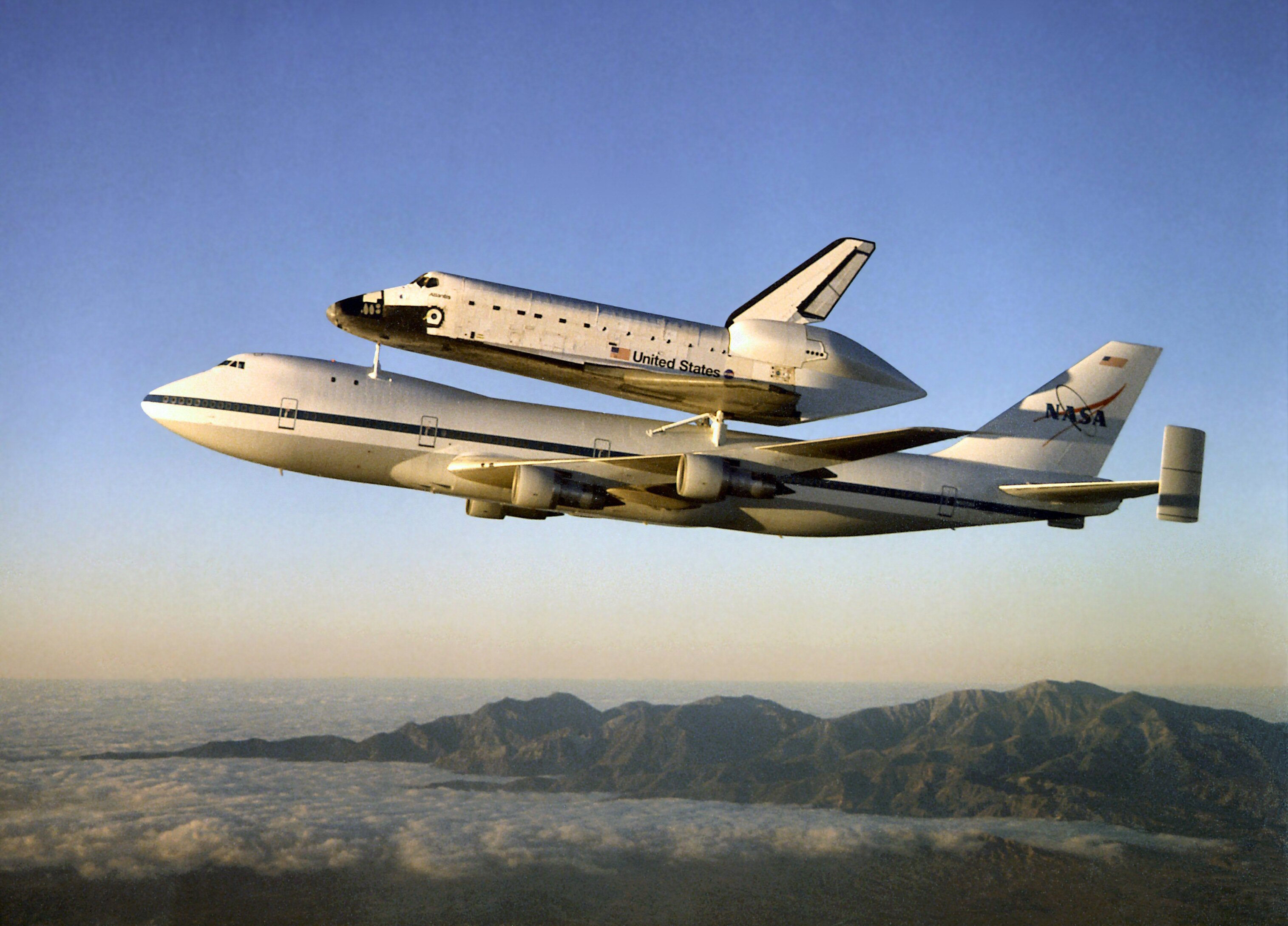
Transport de la navette spatiale de la NASA.
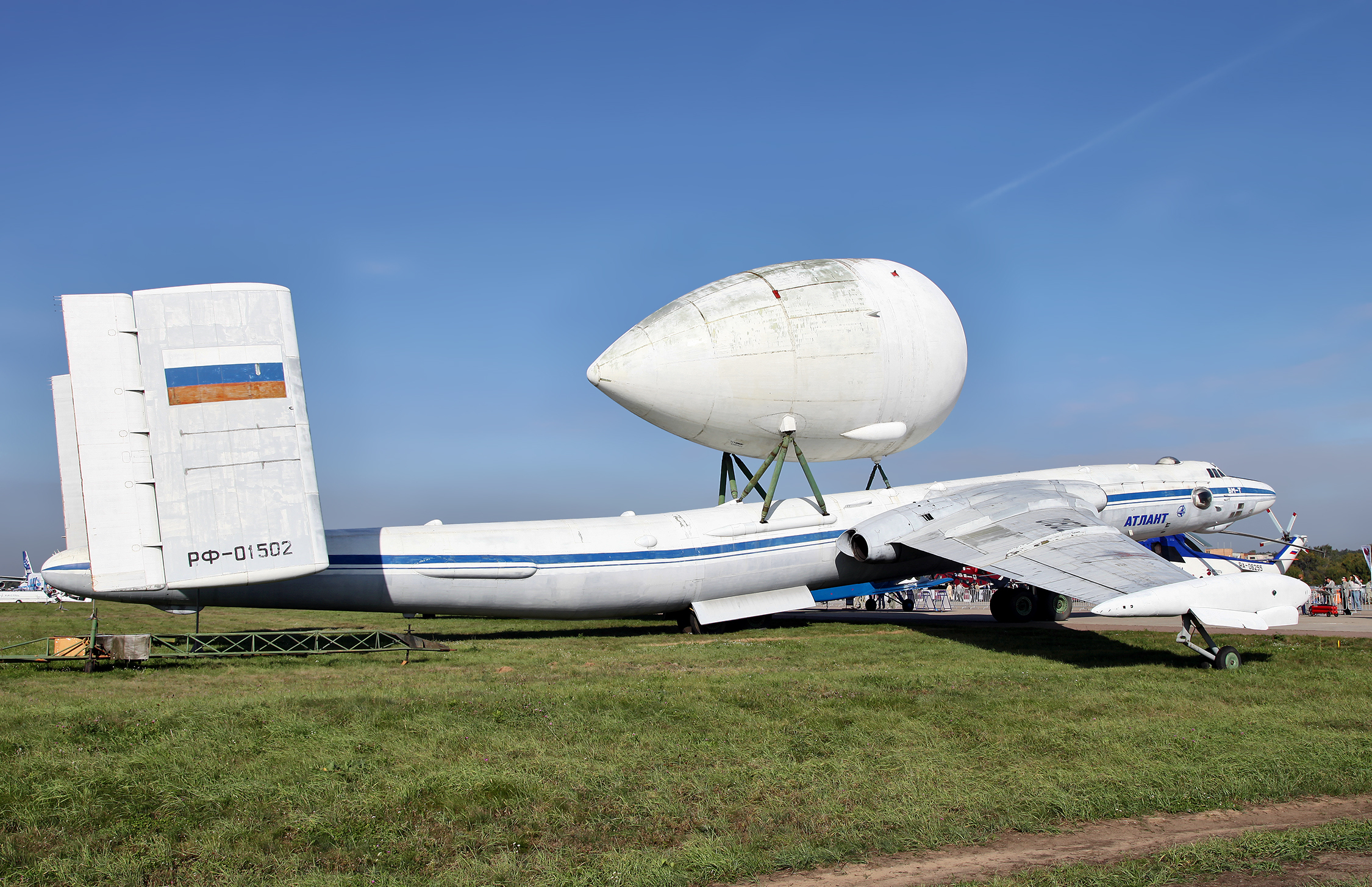
Miassichtchev VM-T Atlante portant un réservoir de fusée.
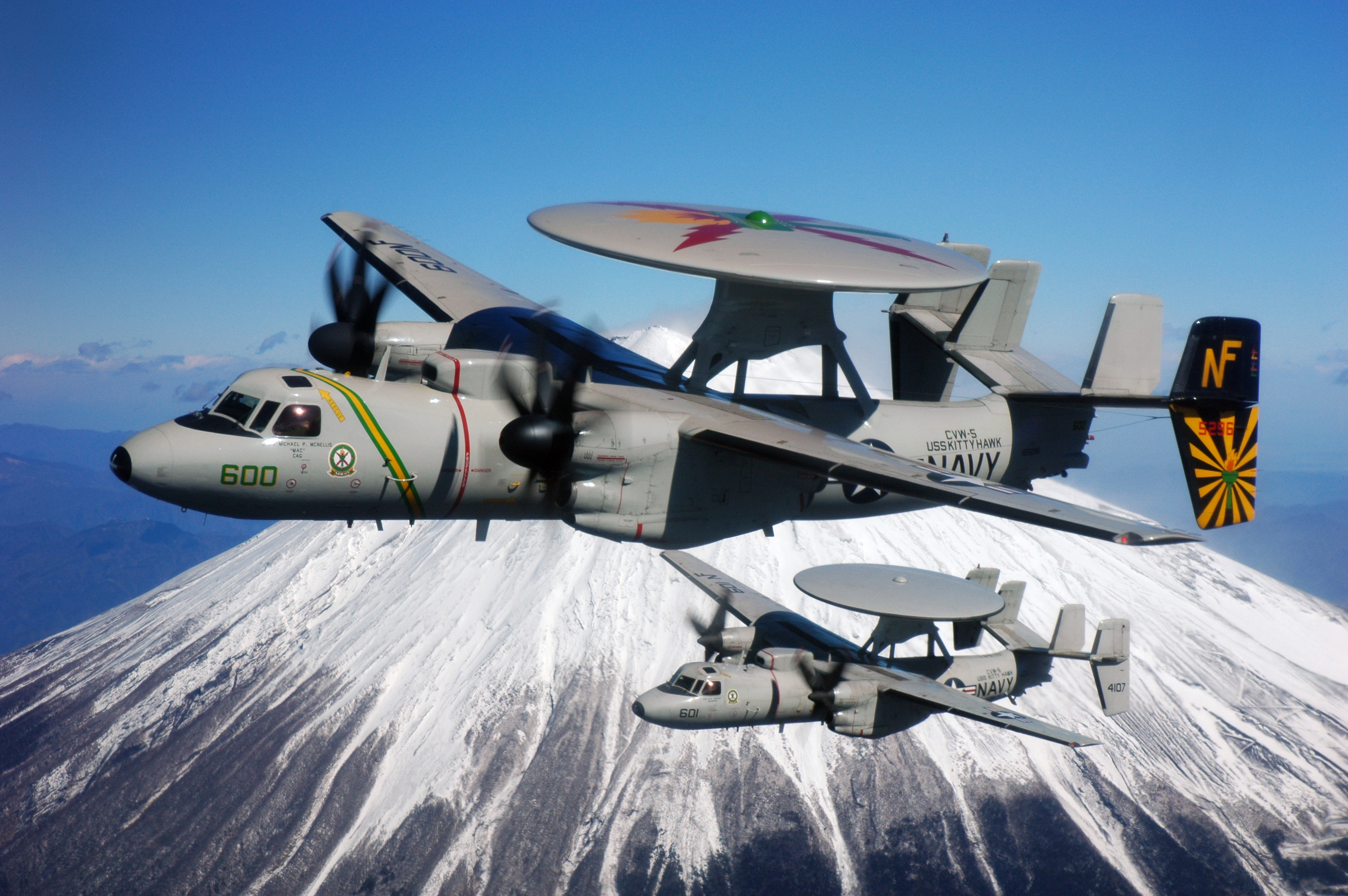
Grumman E-2 Hawkeye.

### Angle de tir

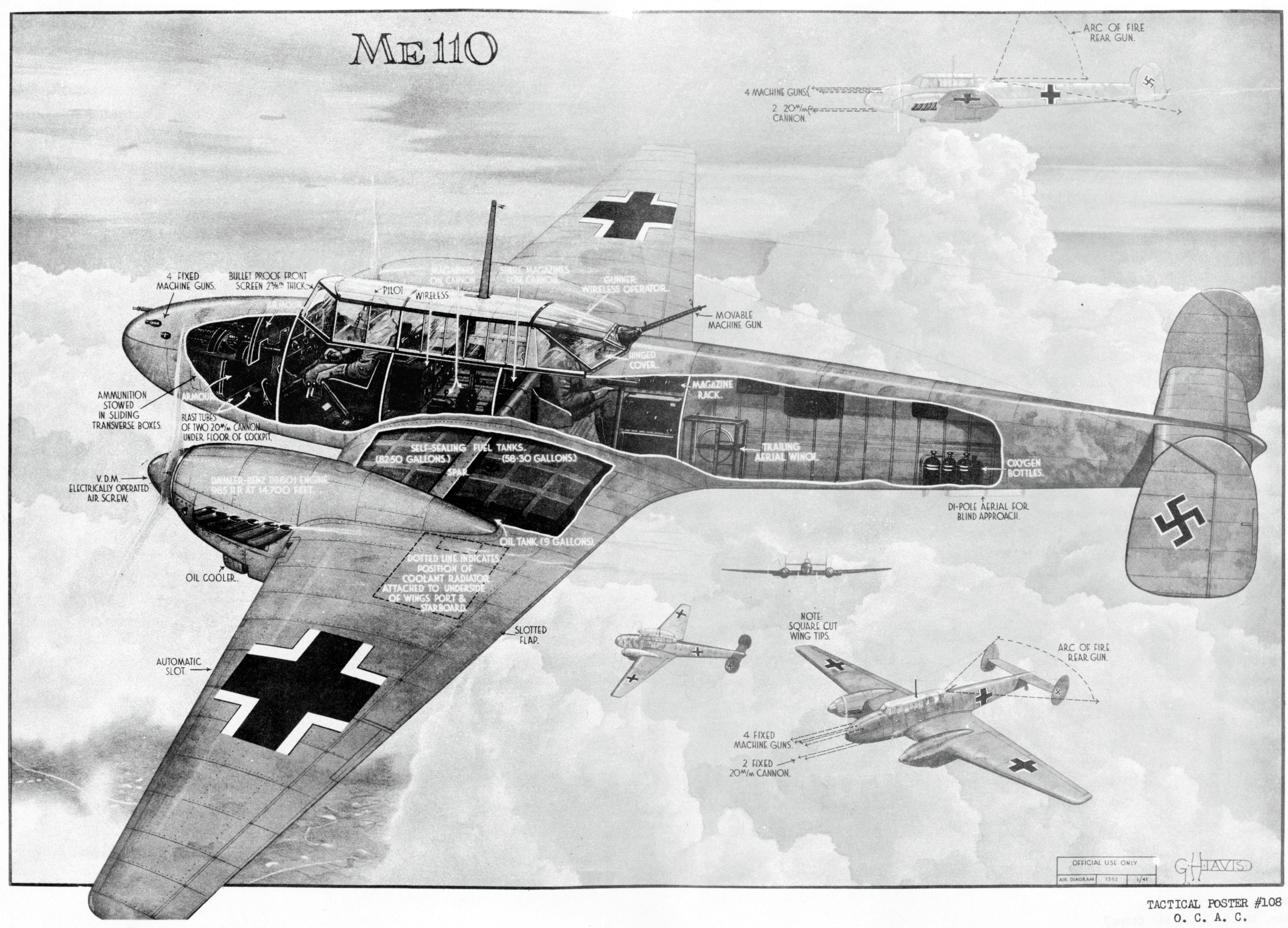
Ecorché d'un Bf 110, illustrant la position de la mitrailleuse arrière.

Certains chasseurs lourds et chasseurs-bombardiers de la seconde guerre mondiale avaient une mitrailleuse montée à l'arrière du cockpit, tirant vers l'arrière. Sur des avions comme le Messerschmitt Bf 110 ou le Potez 630, une double dérive, en H, permettait d'éviter d'avoir la dérive au milieu de l'angle de tir de la mitrailleuse, et donc, de faire feu contre un avion en poursuite.

### Survivabilité en combat
Sur certains avions militaires, le choix de placer deux dérives est dicté par l'amélioration de la capacité de l'avion à survivre au combat. C'est le cas du Fairchild A-10 Thunderbolt II : d'une part, ses dérives sont redondantes. Il peut continuer à voler si l'une est détruite par le feu ennemi. D'autre part, elles réduisent sa vulnérabilité aux missiles à guidage infrarouge, en occultant sous certains angles le jet des moteurs,.

### Cas des avions bipoutres

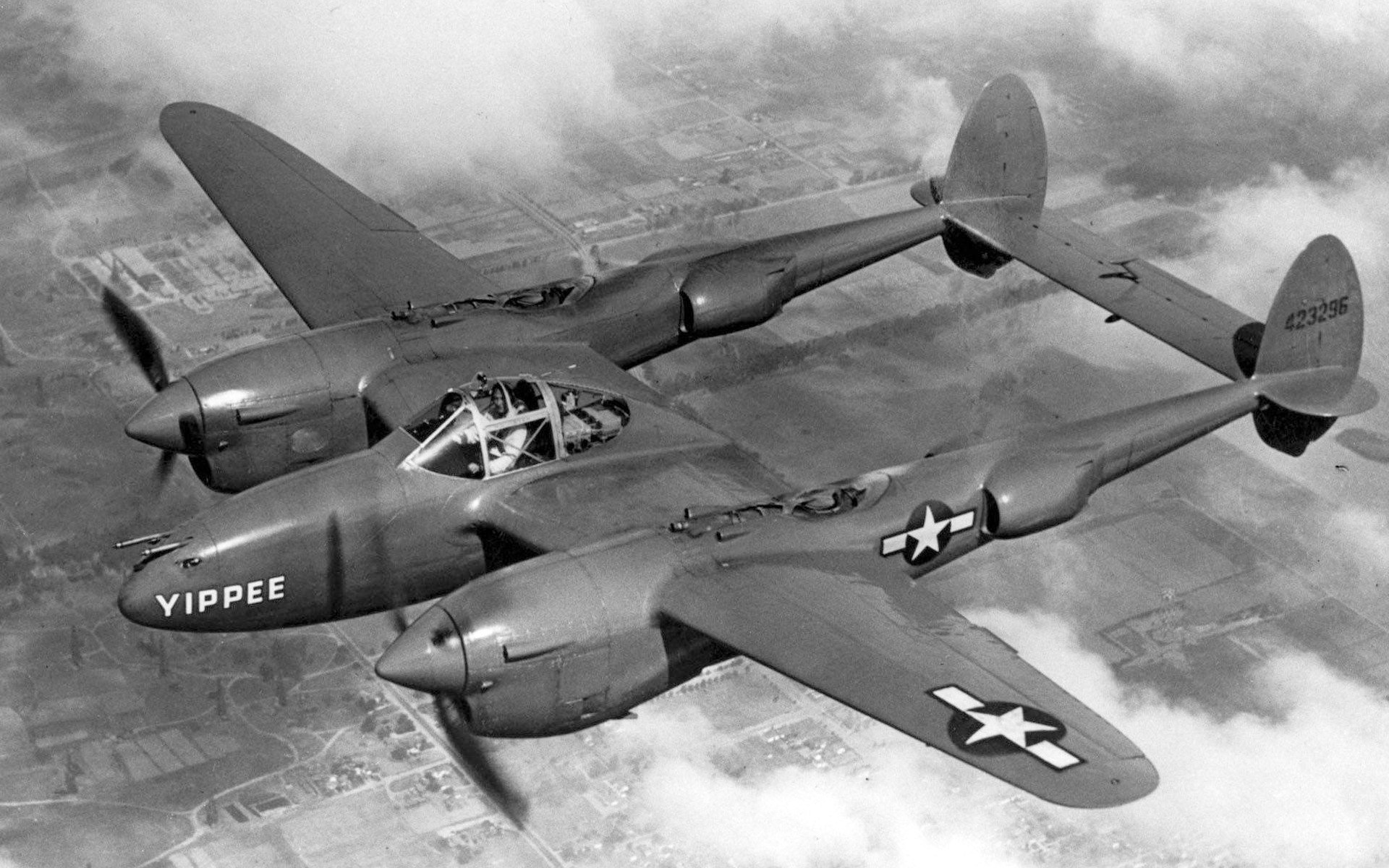
Le Lockheed P-38 Lightning, chasseur bipoutre.

Dans le cas des avions bipoutres, il n'y a simplement pas de fuselage arrière pour placer une dérive centrale. Le fait d'avoir deux dérives est ici imposé par la configuration de l'avion.

### Configuration «canard»

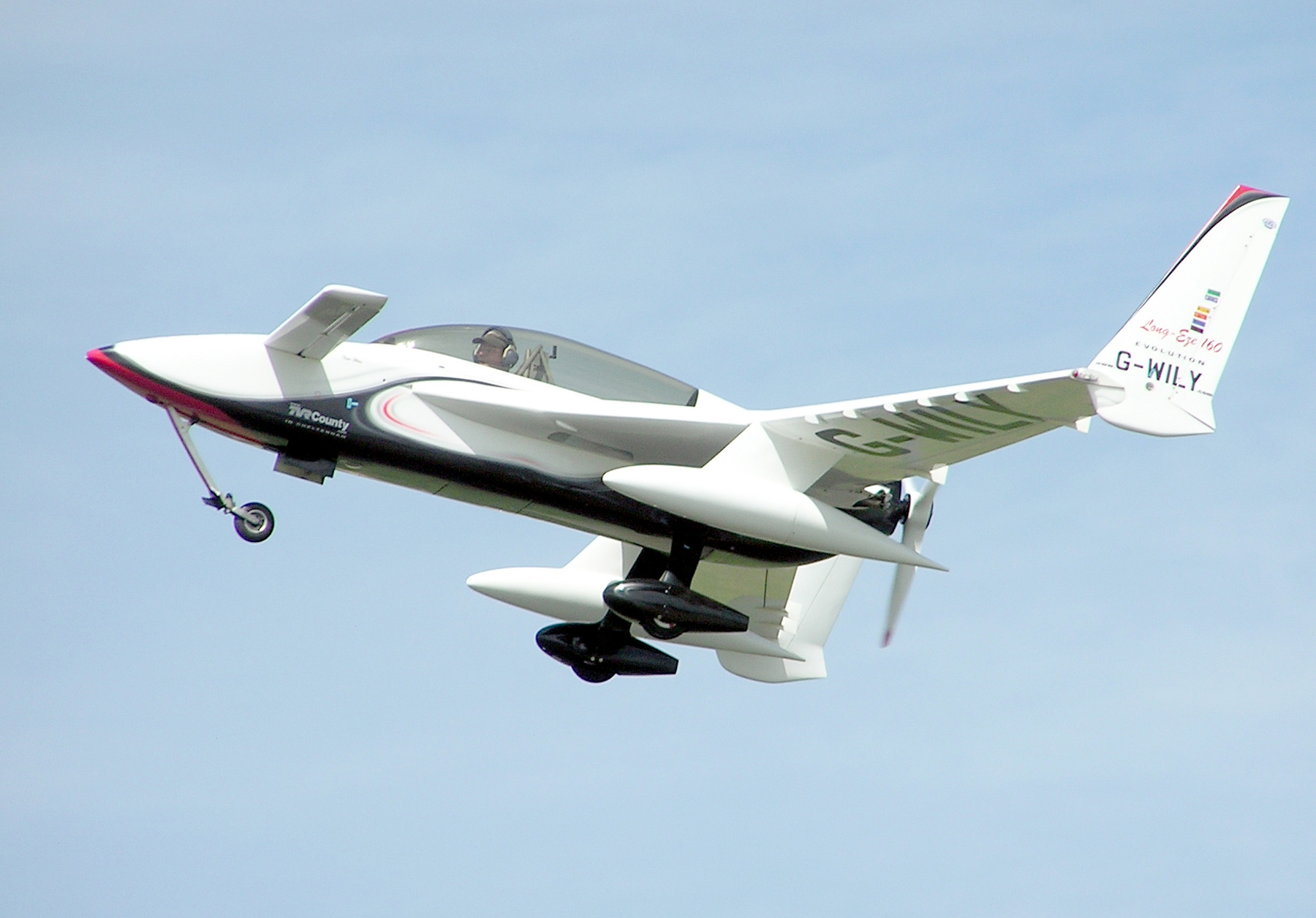
Rutan Long-EZ.

Quelques avions de type « canard », notamment parmi ceux mis au point par Burt Rutan, possèdent des dérives à l'extrémité des ailes, lesquelles vont très en arrière par rapport au fuselage. Ces dérives jouent alors également le rôle d'ailettes marginales ou winglets, c'est-à-dire qu'elles retardent la formation d'un tourbillon par mélange de l'air venant de l'extrados et de l'intrados de l'aile.

## Empennage «en V»

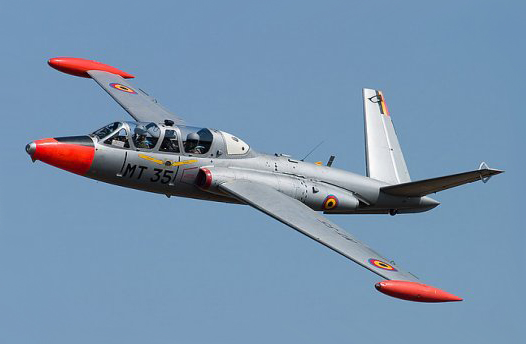
Fouga Magister en vol.

Les empennages « en V », dit aussi de type « papillon », sont un cas particulier. Il y a deux plans, inclinés de part et d'autre d'environ 45°, qui jouent à la fois le rôle du plan horizontal et du plan vertical, que ce soit pour la stabilisation ou pour le pilotage. Les parties mobiles sont activées de façon symétrique pour piloter en tangage, de façon antisymétrique pour piloter en lacet. Cette solution est assez populaire sur les planeurs. On la retrouve aussi sur quelques missiles de croisière et quelques drones, comme le Predator qui présente une queue en V inversée (vers le bas). Son usage sur les avions est rare ; le Fouga CM-170 Magister et le Beechcraft Bonanza sont les deux exemples les plus notables.

## Avions sans dérives

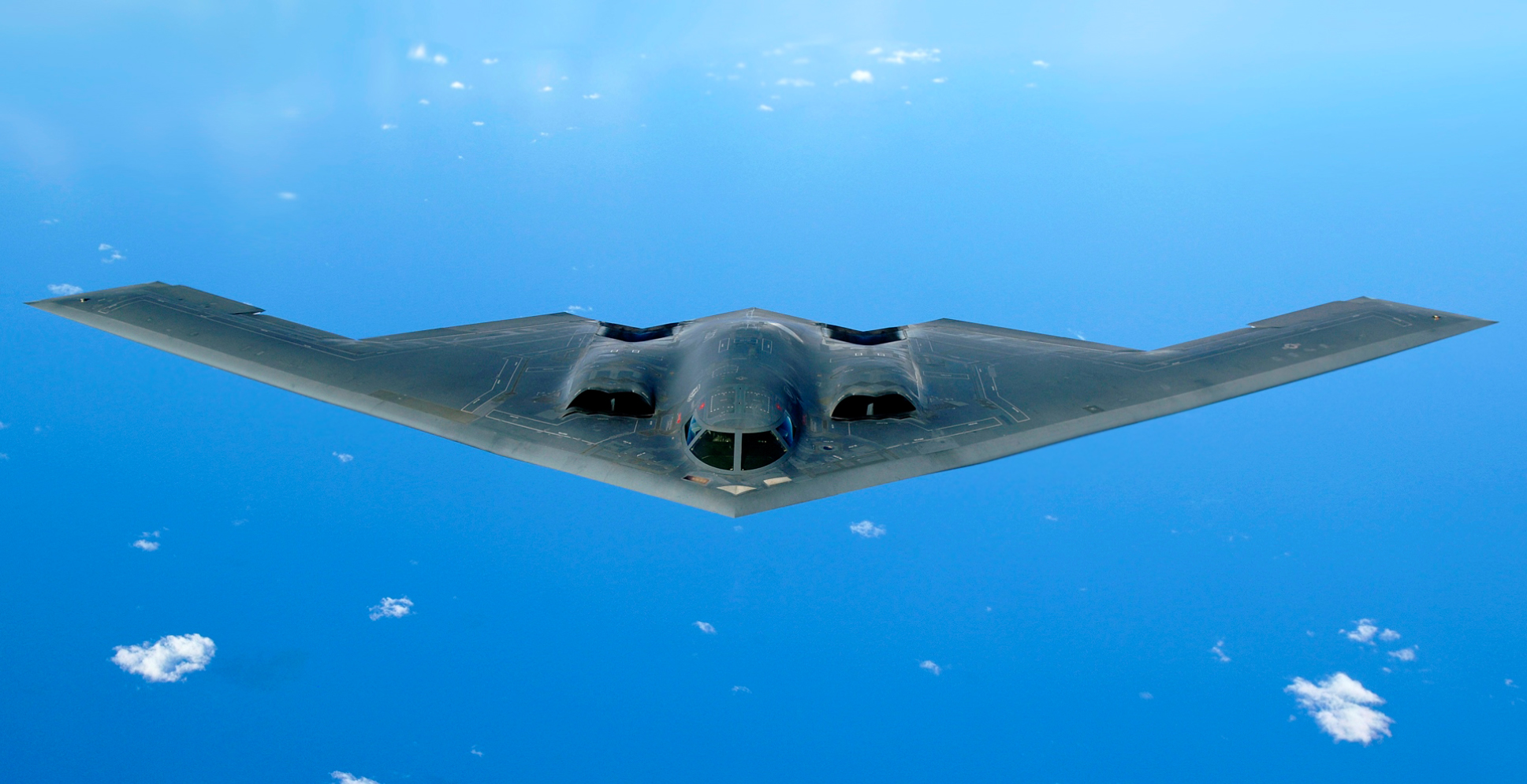
Un B-2 Spirit en vol.

De nombreux concepteurs d'avions ont cherché à supprimer la dérive, pour réduire la traînée aérodynamique et/ou la signature radar. Le prototype Horten Ho 229, pendant la Seconde Guerre mondiale, fut un pionnier en la matière. Le Northrop B-2 Spirit et le McDonnell Douglas X-36 sont des exemples notables d'avions sans dérive. Le contrôle en lacet est alors assuré en créant un excédent de traînée d'un côté de l'appareil, avec ce qui s'apparente à des aérofreins asymétriques. Dans le cas du B-2, seul appareil sans dérive opérationnel, il fait appel à ce que Northrop a appelé des « deceleron » : les ailerons s'ouvrent en deux pour augmenter la traînée. C'est un contrôle, qui remplace la gouverne. Mais il n'y a pas de stabilité « passive », comme assurée par une dérive classique. Un contrôle actif permanent de l'attitude de l'appareil est nécessaire, il est naturellement instable en lacet.

## Rupture en vol
Des ruptures d'empennage vertical ont mené à une perte de contrôle et à des accidents :
- Vol Japan Airlines 123 (520 morts), rupture due à une explosion d'une paroi de pressurisation mal réparée menant à une dépressurisation et à la perte de contrôle de l'appareil[35] ;
- Vol American Airlines 587 (265 morts), rupture due à des actions trop brutales du pilote sur les commandes de la dérive, entraînant la perte de contrôle de l’appareil[36].